# FuCC Cricket-Viktoria 1897 Magdeburg
Der FuCC Cricket-Viktoria 1897 Magdeburg war ein Fußballverein und Cricketclub in der Stadt Magdeburg.
Er wurde am 16. Juni 1897 durch eine Fusion der beiden Vereine FC Gut Stoß Magdeburg und FuCC Regatta Magdeburg gegründet.

## Geschichte
Cricket-Viktoria schloss sich im Jahre 1900 dem neu gegründeten Verband Magdeburger Ballspiel-Vereine (VMBV) an und nahm mit mehreren Mannschaften an dessen Meisterschaften teil. Nach Streitigkeiten mit dem Vorstand des VMBV sowie mit dem Lokalrivalen Magdeburger FC Viktoria 1896 trat Cricket-Viktoria am 24. Februar 1903 aus dem Verband aus und gründete mit anderen Magdeburger Vereinen die Magdeburger Sport-Vereinigung. Zwei Monate später trat Cricket-Viktoria dem Verband Magdeburger Ballspiel-Vereine wieder bei. Am 28. Januar 1900 gehörte Cricket-Viktoria zu den Gründungsmitgliedern des Deutschen Fußball-Bundes.
1908 spielte einer der ersten deutschen Nationalspieler in den Reihen von Cricket-Viktoria. Verteidiger Ernst Jordan stand beim Premierenspiel der deutschen Fußballnationalmannschaft, einer 3:5-Niederlage in der Schweiz, auf dem Platz.
Erst in der Saison 1909/10 errang Cricket-Viktoria seine erste Meisterschaft in der 1a-Klasse im Mittelelbgau. Bis zum Ausbruch des Ersten Weltkrieges konnte der Club seinen Meistertitel alljährlich verteidigen. Nach dem Krieg war der Verein dann zunächst viele Jahre lang Bezirksligist, nach dem Aufstieg in die Gauliga Mitte in der Saison 1933/34 spielte Cricket-Viktoria bis zum Jahr 1942 jedoch wieder erstklassig.
Von 1897 bis 1912 wurden die Heimspiele am „Großen Cracauer Anger“ ausgetragen, gelegentlich aber auch auf dem „Kleinen Cracauer Anger“. An den Wochentagen wurde die „Sternwiese“ genutzt. 1912 wurde mit dem „Cricketer Sportplatz“ ein eigenes Stadion in der Jerichower Straße in Cracau errichtet. Wegen des bevorstehenden Abrisses des Stadions musste Cricket-Victoria im Jahre 1938 in die Magdeburger Altstadt umziehen und fortan seine Heimspiele im Polizeistadion am Hasselbachplatz austragen. Nach Ende des Zweiten Weltkrieges wurde der Verein 1945 verboten und aufgelöst. Inoffizieller Nachfolger war die SG Sudenburg, ein Vorläufer des heutigen 1. FC Magdeburg.

## Meisterschaften
- Meister des Verbandes Magdeburger Ballspiel-Vereine 1901
- Meister des Gau Mittelelbe im Verband Mitteldeutscher Ballspielvereine (1. Spielklasse): 1910, 1911, 1912, 1913, 1914, 1918, 1925, 1928, 1929
- Bezirksklasse Magdeburg-Anhalt im Gau VI Mitte (2. Spielklasse): 1933/34